# Hejrede Sø
Hejrede sø er en sø på Lolland, beliggende øst for Maribo i det midtlollandske dødislandskab. Den udgør én af Maribosøerne og er meget lavvandet. Vandstanden reguleres af en pumpestation, der leder søens vand videre til Maribo Søndersø hvorfra vandet løber i Hunså ud til Smålandshavet tværs gennem Knuthenborg Safaripark. Øst for Hejrede Sø ligger en række moser og delvist udtømte grusgrave over mod St. Musse. Der danner sammen med Maribosøerne et større næsten sammenhængende naturområde.
Nær ved søen har et havørnepar ynglet i flere år. Ved Hejrede Friluftsgård (Hejredevej) og på vestbredden (Røgbøllevej/Søvej) findes fugleudkigspladser.
Et projekt til 83 mio kr ventes at hæve søens vandstand med 85 centimeter, og omdanne 465 hektar jord til vådområde.
- Udsigt fra Højene mod Hejrede Sø